# Pantheon

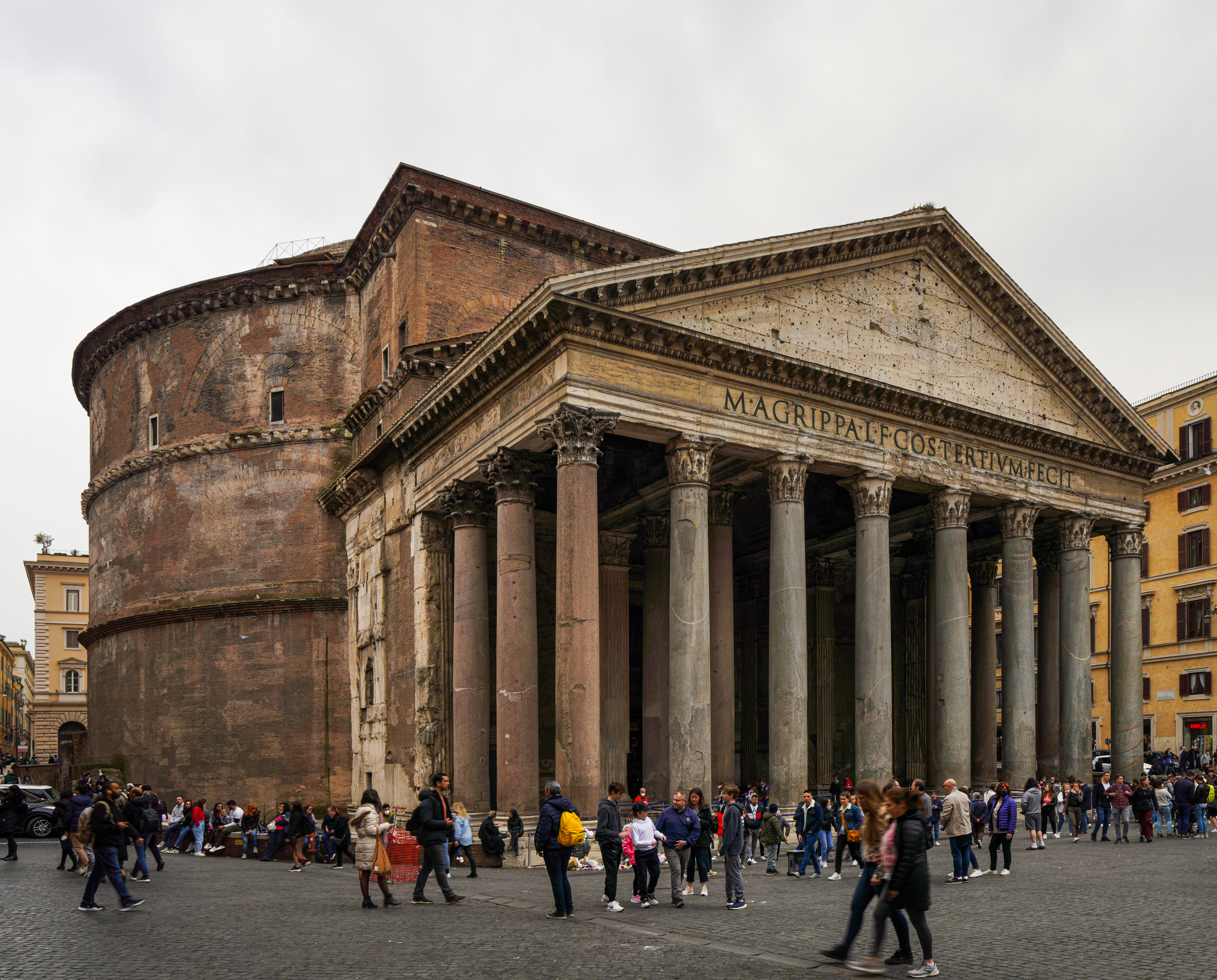
Das Pantheon in Rom

Ein Pantheon (von altgriechisch πᾶν pān ‚all, gesamt‘ und θεός theós ‚Gott‘), ursprünglich lateinisch als Pantheum bezeichnet, war in der Antike ein allen Göttern geweihtes Heiligtum. Das in der römischen Antike errichtete Pantheon in Rom ist das bekannteste Gebäude dieser Art.
Moderne tempelähnliche Gedächtnis- und Begräbnisstätten nationaler Persönlichkeiten werden daran anschließend ebenfalls als Pantheon bezeichnet, insbesondere das Pariser Panthéon, dessen Architektur an das Pantheon in Rom angelehnt ist.